# Yuri Tsapenko
Yuri Tsapenko (Almaty, Kazajistán, 25 de julio de 1938-22 de julio de 2012) fue un gimnasta artístico soviético, ganador de dos medallas olímpicas en 1964.
En los JJ. OO. de Tokio 1964 ayudó a su equipo a lograr la medalla de plata en el concurso por equipos, en el cual quedaron situados en el podio tras los japoneses que se hicieron con el oro, y por delante del Equipo Unificado Alemán que consiguió el bronce. Además logró la medalla de bronce en la competición de caballo con arcos, en la que quedó situado en el podio tras el yugoslavo Miroslav Cerar y el japonés Shuji Tsurumi.